# Lepik asfaltowy
Lepik asfaltowy – mieszanina asfaltu, plastyfikatorów i rozpuszczalników. Czasem dodawane są wypełniacze w postaci mączki lub włókien mineralnych. W zależności od składu lepiki mogą być stosowane na zimno lub gorąco (po wcześniejszym podgrzaniu). Używa się ich do wykonywania izolacji przeciwwilgociowych albo do przyklejania papy do podłoża. Produkowane są także lepiki do przyklejania posadzek deszczułkowych do podłoży betonowych, zwłaszcza nad piwnicami, stropami parteru (lepik pełni równocześnie funkcję dodatkowego zabezpieczenia przeciwwilgociowego).